# Índex d'indument
L'índex d'indument serveix per a valorar l'aïllament tèrmic que l'indument (la roba o vestimenta més altres accessoris, com sabates o barrets) que les persones es posen enfront de les inclemències del temps.
La seva unitat de mesura és el clo i es determina entre zero (0) clo que és la falta total d'aïllament, és a dir, la nuesa i un (1) clo que és l'indument normal d'un home (quan es va definir), és a dir, vestit amb jaqueta de cotó, camisa de cotó, roba interior normal, també de cotó, mitjons i sabates. Una indumentària molt abrigada per a un home occidental (amb roba de llana, barret, abric, bufanda, etc.) té un valor entre 3 i 4 clo.
Aquest índex serveix per a valorar la influència de la indumentària sobre les necessitats tèrmiques del cos humà davant les temperatures ambientals. Òbviament, com més abrigada sigui la indumentària, cal menor temperatura per a la comoditat.